# Saint-Paul-en-Cornillon
Saint-Paul-en-Cornillon é uma comuna francesa na região administrativa de Auvérnia-Ródano-Alpes, no departamento de Loire. Estende-se por uma área de 3,72 km². Em 2010 a comuna tinha 1 392 habitantes (densidade: 374,2 hab./km²).